# 巴塔 (赤道几内亚)
巴塔（西班牙語：Bata）是位於赤道幾內亞幾內亞灣沿岸的一座城市，屬於濱海省。同時也是該國的最大城市，人口約250,770人（2012）。
巴塔市内有广播电台、电视台，赤道几内亚国会亦位于当地:4,153-155。
喀麦隆、尼日利亚、西班牙及中华人民共和国在巴塔市内设有领事馆。